# Mariusz Leja
Mariusz Leja (ur. 13 sierpnia 1987 w Wałbrzychu) – polski biathlonista. Występuje w barwach AZS AWF Wrocław.

## Mistrzostwa Świata Juniorów

### Indywidualnie
| 2007 Otepää | – | 36. miejsce (sprint)         |
| 2007 Otepää | – | 32. miejsce (bieg pościgowy) |

## Mistrzostwa Europy

### Indywidualnie
| 2008 Nové Město na Moravě | – | 62. miejsce (sprint)            |
| 2008 Nové Město na Moravě | – | 51. miejsce (bieg indywidualny) |
| 2009 Ufa                  | – | 26. miejsce (sprint)            |
| 2009 Ufa                  | – | 44. miejsce (bieg indywidualny) |
| 2009 Ufa                  | – | 34. miejsce (bieg pościgowy)    |

### Drużynowo
| 2008 Nové Město na Moravě | – | 6. miejsce  |
| 2009 Ufa                  | – | 12. miejsce |